# Avigliano
Avigliano es un municipio de 12.032 habitantes que integra a la provincia de Potenza.

## Geografía
El territorio del municipio de Avigliano es clasificado como montañoso, con una altitud de entre los 550 y los 1239 metros sobre el nivel del mar. El centro de la ciudad se encuentra a 857 metros s.n.m. aproximadamente.
En su territorio podemos encontrar diversos picos montañosos de alturas notables, entre los que tenemos:
- Monte Caruso: 1239 metros
- Monte Carmine: 1228 metros
- Monte S. Angelo: 1121 metros
- Monte Marcone: 857 metros
- Monte Alto: 938 metros

## Clima
La temperatura media anual es aproximadamente en los 12 °C; siendo el mes más frío (enero) la temperatura es de 3.3 °C y el más caluroso con temperaturas de 21.4 °C.
Siendo un clima montañoso presenta precipitaciones abundantes, con una media anual de 844 mm.

## Evolución demográfica
| Gráfica de evolución demográfica de Avigliano entre 1861 y 2008 |
|                                                                 |
| Fuente ISTAT - elaboración gráfica de Wikipedia                 |